# لئاندره تاوامبا
لئاندره تاوامبا (انگلیسی: Léandre Tawamba؛ زادهٔ ۲۰ دسامبر ۱۹۸۹) بازیکن فوتبال اهل کامرون است.
از باشگاه‌هایی که در آن بازی کرده‌است می‌توان به باشگاه فوتبال روژمبرک اشاره کرد.
وی همچنین در تیم ملی فوتبال کامرون بازی کرده‌است.